# Oculina valenciennesi
Oculina valenciennesi là một loài san hô trong họ Oculinidae. Loài này được Milne Edwards & Haime mô tả khoa học năm 1850.